# Talbrücke Nahetal
Die Talbrücke Nahetal oder auch Nahetalbrücke ist eine 435 m lange Brücke der Autobahn A 73.
Das Bauwerk liegt bei Schleusingen zwischen den Autobahnanschlussstellen Schleusingen und Eisfeld-Nord. Es überspannt in einer Höhe von maximal 30 m das Nahetal mit dem Fluss Nahe und zwei Wirtschaftswegen. Die im Grundriss gekrümmte Brücke hat eine Querneigung von 2,5 %. Gebaut wurde die Überführung mit zwei getrennten Überbauten zwischen den Jahren 2005 und 2007.

## Unterbauten
Der Vollquerschnitt der maximal 25 m hohen Pfeiler ist V-förmig ausgebildet. Zur Aufnahme der Lager weitet sich der achteckige Querschnitt am Pfeilerkopf 7,8 m unterhalb vom Überbau in zwei Rechteckquerschnitte auf.

## Überbauten

Hohlkastenquerschnitt einer Spannbetonbrücke

Die beiden nebeneinander liegenden Überbauten der Spannbetonbrücke weisen in Längsrichtung den Durchlaufträger als Bauwerkssystem auf. In Querrichtung ist ein Hohlkastenquerschnitt mit einer konstanten Konstruktionshöhe von 3,7 m vorhanden. Die Fahrbahnplatte ist maximal 50 cm dick, die geneigten Stege 40 cm. Die Vorspannung besteht aus einer Mischbauweise mit internen und externen Spanngliedern.
Die Gesamtstützweite beträgt für die 9-feldrige Brücke 435,0 m. Das westliche Endfeld spannt 44,0 m weit, die folgenden sechs Öffnungen weisen Stützweiten von 52,0 m auf, es folgt noch ein Feld mit 44,0 m und das östliche Endfeld mit 35,0 m Spannweite.

## Ausführung
Der Brückenüberbau wurde im Taktschiebeverfahren hergestellt. Der Taktkeller lag am Widerlager Eisfeld.